# Ceratium biconicum
Ceratium biconicum is een soort in de taxonomische indeling van de Myzozoa, een stam van microscopische parasitaire dieren. Het organisme komt uit het geslacht Ceratium en behoort tot de familie Ceratiaceae. Ceratium biconicum werd in 1976 ontdekt door F.J.R. Taylor.